# Ramón Franco
Ramón Franco Bahamonde (Ferrol, 2 de febrero de 1896-mar Mediterráneo, 28 de octubre de 1938) fue un militar, aviador y político español. Hermano más joven del general Francisco Franco, pasó a la historia por la hazaña del vuelo del Plus Ultra, hecho que lo convirtió en un héroe de su época.

## Biografía

### Carrera militar
Nacido en 1896, fue hijo de Nicolás Franco y Salgado-Araujo, capitán de la Marina, y de María del Pilar Bahamonde y Pardo de Andrade, y hermano de Nicolás, Pilar, María de la Paz y Francisco. Era el más joven de los hermanos. A diferencia de sus hermanos, Ramón era el hijo que más se parecía a su padre Nicolás, destacando por su carácter extrovertido, alegre, despreocupado y rebelde. Su madre esperaba que se dedicara a la vida eclesiástica, aunque finalmente optó por la carrera militar, como ya habían hecho sus otros hermanos. Ingresó en la Academia de Infantería de Toledo en 1911, licenciándose en el puesto 37.º de entre 413 alumnos.
En 1914 fue destinado como oficial de infantería al Protectorado de Marruecos, prestando servicio en el cuerpo de Regulares. En 1920 fue destinado a la Aeronáutica Militar como alumno de la escuela de pilotos, obteniendo el título de aviador y siendo destinado a la base aeronaval El Atalayón (Melilla), actividad en la que pronto destacó por su apoyo a las tropas de tierra. Sus actuaciones en África pronto le convirtieron en uno de los pilotos más populares de la Aeronáutica militar. En 1924, recibió la Medalla Militar por sus actuaciones durante la guerra del Rif.

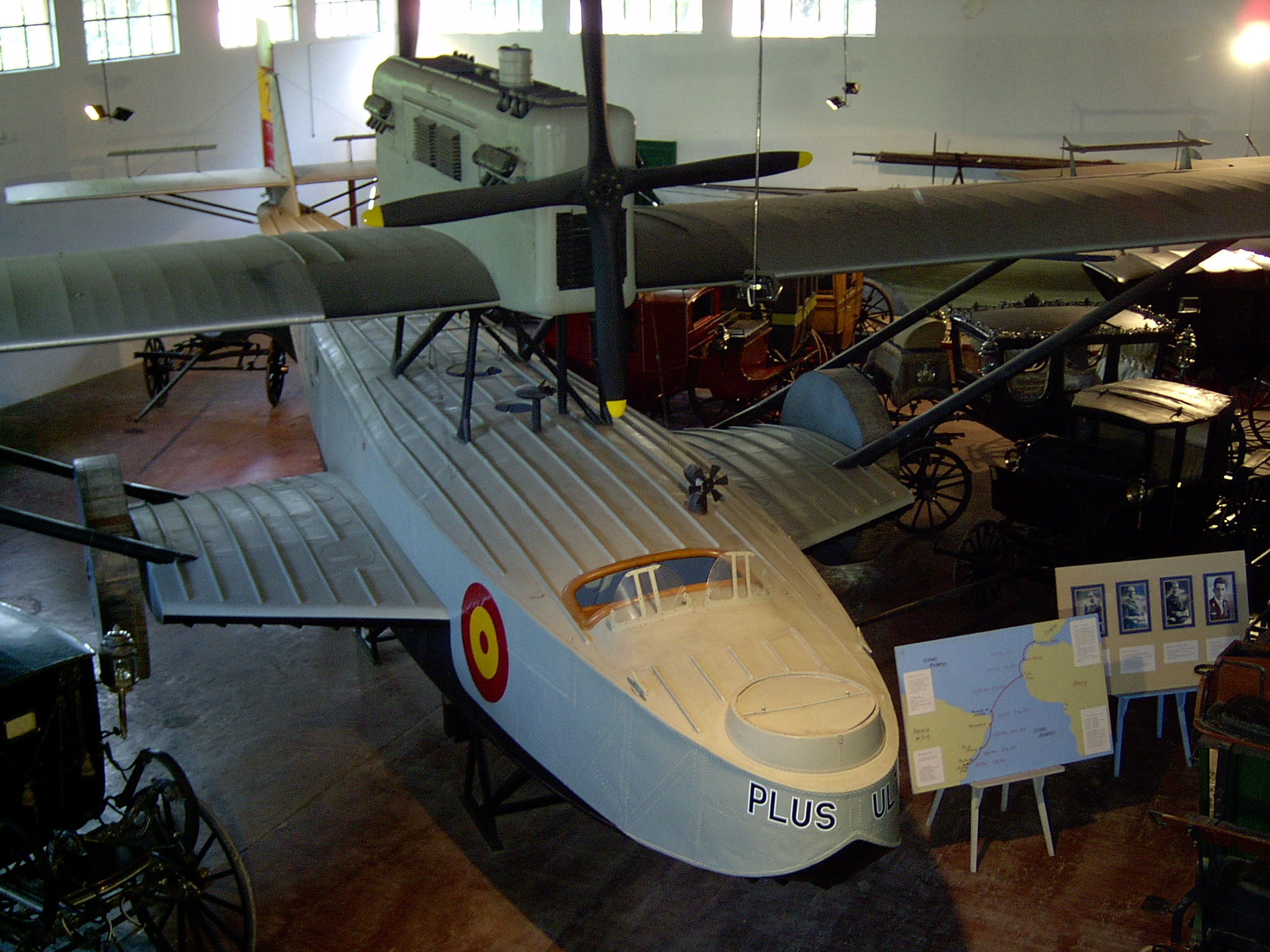
El Hidroavión Plus Ultra. en el Museo Histórico Enrique Udaondo, de la ciudad de Luján, cerca de Buenos Aires

Sus éxitos en la aviación le animaron a organizar un "raid" aéreo hacia América, el luego conocido como "Vuelo del Plus Ultra". Antes de la realización del mismo, existía el antecedente de la primera travesía aérea del Atlántico sur en 1922, en un vuelo que fue desde Lisboa a Río de Janeiro (la capital brasileña de entonces) y que fue emprendido por los portugueses Gago Coutinho y Sacadura Cabral. Sobre la base de estos precedentes se organizó la nueva travesía, que con un Dornier Do J "Wal" debería llegar hasta la capital argentina, Buenos Aires. Además del comandante Ramón Franco, participaron con él otros tres tripulantes: el capitán Julio Ruiz de Alda, el teniente de navío Juan Manuel Durán y el mecánico Pablo Rada. El 22 de enero de 1926, el hidroavión Dornier Wal Plus Ultra partió desde la localidad onubense de Palos de la Frontera, comenzando una travesía que iba a durar en total 59 horas y 39 minutos. El 10 de febrero llegaron a Buenos Aires, después de haber recorrido 10.270 km y haber parado en Las Palmas de Gran Canaria, Río de Janeiro, Recife y Montevideo. Este vuelo pasó a la historia como uno de los grandes "raids" de la aviación española, así como en la historia de la aviación mundial. Para Ramón Franco este vuelo supuso convertirse en un héroe popular en la España de los años 1920.
Con motivo del éxito obtenido en el vuelo del Plus Ultra, fue nombrado gentilhombre de cámara con ejercicio del rey Alfonso XIII.

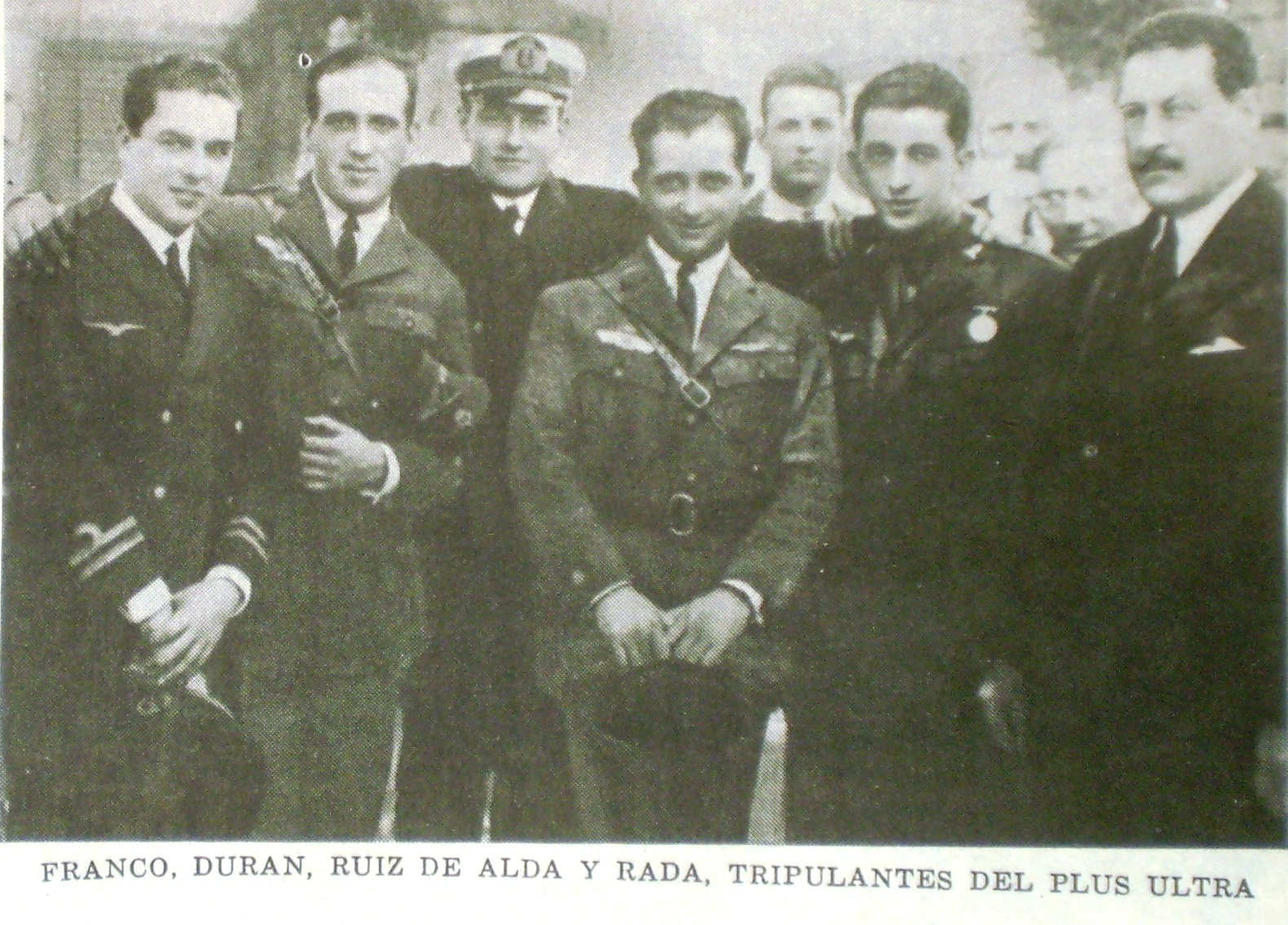
Ramón Franco con los tripulantes del "Plus Ultra": Durán, Ruiz de Alda y Rada.

En el verano de 1929 organizó un nuevo "raid" aéreo que atravesaría el Atlántico norte, aunque el hidroavión Dornier que empleó en esta ocasión tuvo una avería mecánica a la altura de las islas Azores. La avería se produjo en mitad del océano Atlántico, teniendo que ser rescatada la tripulación por un portaaviones británico. Este imprevisto supuso la cancelación del proyectado vuelo y a su vez un descrédito para el hasta entonces héroe de la aviación. Unas posteriores declaraciones que hizo respecto a este incidente le valieron enfrentarse con el general Miguel Primo de Rivera; automáticamente, pasó a convertirse en un opositor de la dictadura de Primo de Rivera y la monarquía, lo que le valió ser detenido y encarcelado en varias ocasiones.
En diciembre de 1930, junto con otros aviadores como Ignacio Hidalgo de Cisneros, se sublevó contra la monarquía en el aeródromo militar de Cuatro Vientos. Después de despegar con un avión, llegó a amenazar con bombardear el Palacio Real de Madrid, aunque al final sólo arrojó proclamas revolucionarias. Tras el fracaso de la sublevación, marchó al exilio junto a otros aviadores rebeldes, volando hasta Lisboa. Antes de poder regresar a España, a comienzos de 1931, fue iniciado en París en la logia masónica española Plus Ultra.

### Segunda República
Con el advenimiento de la Segunda República no sólo fue rehabilitado y repuesto en su empleo, sino que el gobierno provisional republicano le nombró director general de la Aeronáutica Militar, recuperando también su antigua condición de héroe. A diferencia de su hermano Francisco, Ramón acogió de buen grado la llegada de la República.

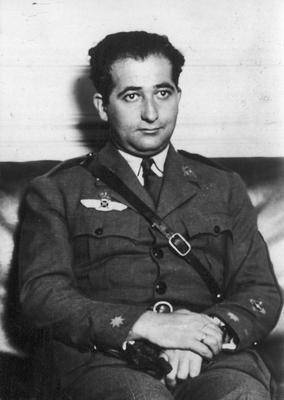
Ramón Franco hacia 1934

A pesar de su nuevo puesto militar, Franco participó en las elecciones generales de 1931 presentándose en 2 circunscripciones: Sevilla-capital y Barcelona. En la primera se presentó por el Partido Republicano Revolucionario (PRRev) junto a otros candidatos como el andalucista Blas Infante, mientras que en la segunda lo hizo como independiente federalista. En los días previos a los comicios participó en los sucesos conocidos como el complot de Tablada, unos hechos todavía no esclarecidos del todo, a los que además se sumó un aparatoso accidente durante un mitin electoral en Lora del Río. Estos incidentes le valieron ser destituido de su cargo, que tan brevemente había ejercido.
Tras solicitar voluntariamente su baja en el Ejército, Ramón Franco se dedicó a la política. En las elecciones del 28 de junio de 1931 salió elegido diputado tanto por la circunscripción de Sevilla como por la de Barcelona, aunque renunció a su acta por la capital hispalense, convirtiéndose en diputado por Barcelona e integrándose en el grupo parlamentario de Esquerra Republicana de Catalunya (ERC), partido que lo respaldaba. En un mitin durante la campaña electoral en Barcelona se había llegado a declarar partidario de una "Federación de Repúblicas Ibéricas".
Durante las Cortes Constituyentes formó un grupo que se hizo notar por su política demagógica y antigubernamental: los jabalíes. Estando en Barcelona coincidió con el oficial Vicente Guarner Vivancos, que también se había adherido a la República. Preguntado la opinión de su hermano Francisco respecto al nuevo régimen republicano, Ramón respondió:

Mira, Guarner, Paco por ambición sería capaz de asesinar a nuestra madre y por presunción mataría a nuestro padre.

En su primera comparecencia en el parlamento mantuvo un agrio debate con Miguel Maura en torno a los "sucesos de Tablada", durante el cual quedaron claras sus escasas dotes parlamentarias y de orador. Con ello, durante esta primera intervención pública perdió gran parte de su popularidad y credibilidad. Para las elecciones generales de 1933 no volvió a presentarse. Por el contrario, solicitó y le fue concedido su reingreso en la Aeronáutica Militar. El nuevo gobierno radical de Alejandro Lerroux, buscando mantenerle lejos, lo nombró agregado aéreo en la embajada española en Washington (Estados Unidos).

### Guerra civil
En julio de 1936, al producirse la sublevación militar contra la República en la que tomaba parte su hermano, seguía ocupando su puesto en la embajada de Washington. En vista de la situación existente en España, se puso en contacto con un antiguo amigo suyo, preguntándole sobre un hipotético retorno a la zona republicana y ponerse a las órdenes del gobierno. Éste lo consultó a su vez con el presidente Azaña, que comentó: «que no venga; lo pasaría muy mal». Después de algunos titubeos, en el mes de octubre Ramón Franco se trasladó a Portugal y pasó a la zona dominada por los sublevados, uniéndose a ellos. Algunos han señalado los lazos familiares como una de las razones por las que se unió al bando rebelde, además de que para entonces su hermano Francisco ya se había convertido en el líder del bando sublevado. Otra de las teorías es que se unió a los sublevados tras el fusilamiento de su antiguo amigo Julio Ruiz de Alda, en la Cárcel Modelo de Madrid.
Lo cierto es que su hermano, ya convertido en generalísimo de los sublevados, lo destinó a las Baleares, ascendiéndole al rango de teniente coronel y nombrándole comandante de la base de hidroaviones de Pollensa, en Mallorca. Este nombramiento no fue recibido con buen agrado por los oficiales de la Aviación Nacional, la fuerza aérea de los sublevados, quienes no olvidaban el pasado republicano e, incluso, revolucionario de Ramón Franco. El malestar fue tal que provocó una protesta escrita del comandante en jefe de la Aviación Nacional, el general Alfredo Kindelán, que en una carta con fecha de 26 de noviembre de 1936 manifestaba el descontento existente entre los pilotos y oficiales nacionales por el nombramiento, sugiriendo al generalísimo que Ramón no ocupara ningún puesto de mando activo.
Lo cierto es que, como comandante en jefe que era Kindelán, el nombramiento se había hecho sin consultarle, y para su indignación la carta nunca fue contestada. Curiosamente, unos meses antes Franco no había tenido dudas a la hora de ordenar el fusilamiento de su primo y oficial republicano, Ricardo de la Puente Bahamonde. Durante la contienda, Ramón llevó a cabo numerosas operaciones militares sobre el Mediterráneo.

### Fallecimiento

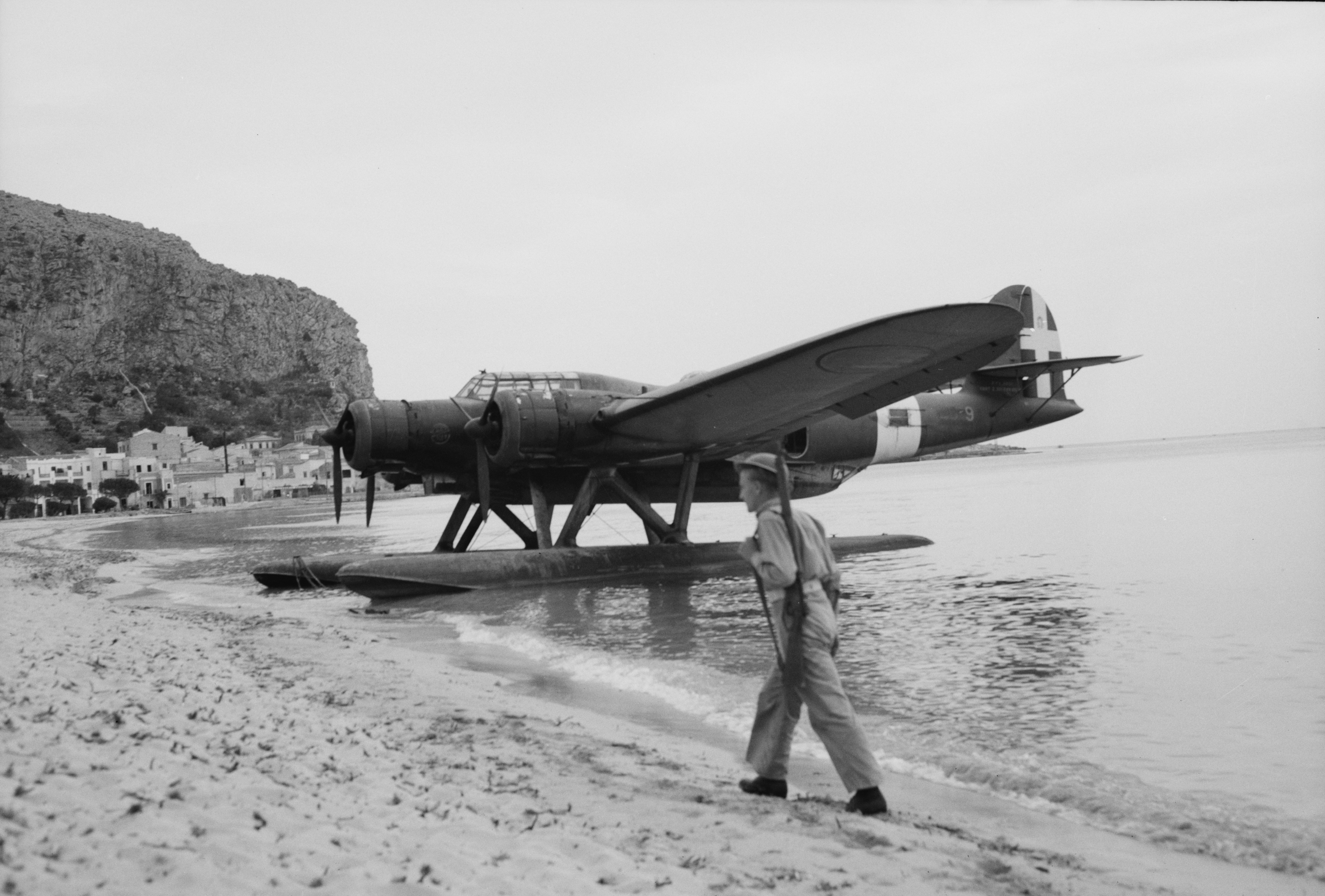
Un Cant Z-506 en Sicilia (1943), similar al que pilotaba Ramón Franco.

Ramón Franco falleció en octubre de 1938 durante un vuelo que llevaba a cabo desde la base de Pollensa al estrellarse el hidroavión de fabricación italiana CANT Z.506 Airone que pilotaba. Supuestamente, había salido para bombardear el puerto de Valencia. Otros autores apuntan a que en realidad se dirigía a bombardear Barcelona, donde estaba teniendo lugar la despedida de las Brigadas Internacionales. Partió de la base con muy malas condiciones atmosféricas y con un avión cargado con cerca de 1.000 kilos de bombas y, al adentrarse en una tormenta y no ser capaz de dominar el aparato, cayó en barrena sobre el mar.
Desde entonces, su muerte ha dado lugar a rumores de que hubiera podido ser víctima de un sabotaje, bien procedente de quintacolumnistas republicanos o de elementos próximos al bando sublevado, que verían en él un personaje molesto debido a su pasado, su prestigio en la aviación y su parentesco con el líder de los sublevados. Según su hermana, fue asesinado por la masonería porque quería publicar un libro antimasónico que se llamaba La burla del grado 33. Lo cierto es que no se trataba del primer militar significado del bando sublevado que murió en un accidente aéreo durante la contienda: el general Sanjurjo y el general Mola habían fallecido en sendos accidentes aéreos en 1936 y 1937, respectivamente.
Tras su muerte fue ascendido al rango de coronel de forma póstuma.

## Homenajes
Tiene dedicadas calles en Madrid, Navalmoral de la Mata (Cáceres), Cangas del Morrazo, Corral-Rubio, Villarreal, Telde, Paradas (Sevilla), Porcuna (Jaén), Ares (La Coruña), Aspe, Cádiz, Huelva, Palos de la Frontera, San Martín de Valderaduey (Zamora), Algemesí  (Valencia), Torrente (Valencia), Valencia (Castellar), Mora (Toledo), en Río de Janeiro, en Montevideo y en Remedios de Escalada, al sur de la ciudad de Buenos Aires, incluso en la localidad de Ciudad Jardín Lomas del Palomar ubicada al noroeste de la ciudad de Buenos Aires. Además, en la ciudad de Las Palmas de Gran Canaria existe, en su honor, la plaza Comandante Ramón Franco. Hasta 2019 tuvo dedicada una calle en Barcelona, que cambió el nombre por el de Pablo Rada, mecánico del vuelo Plus Ultra.

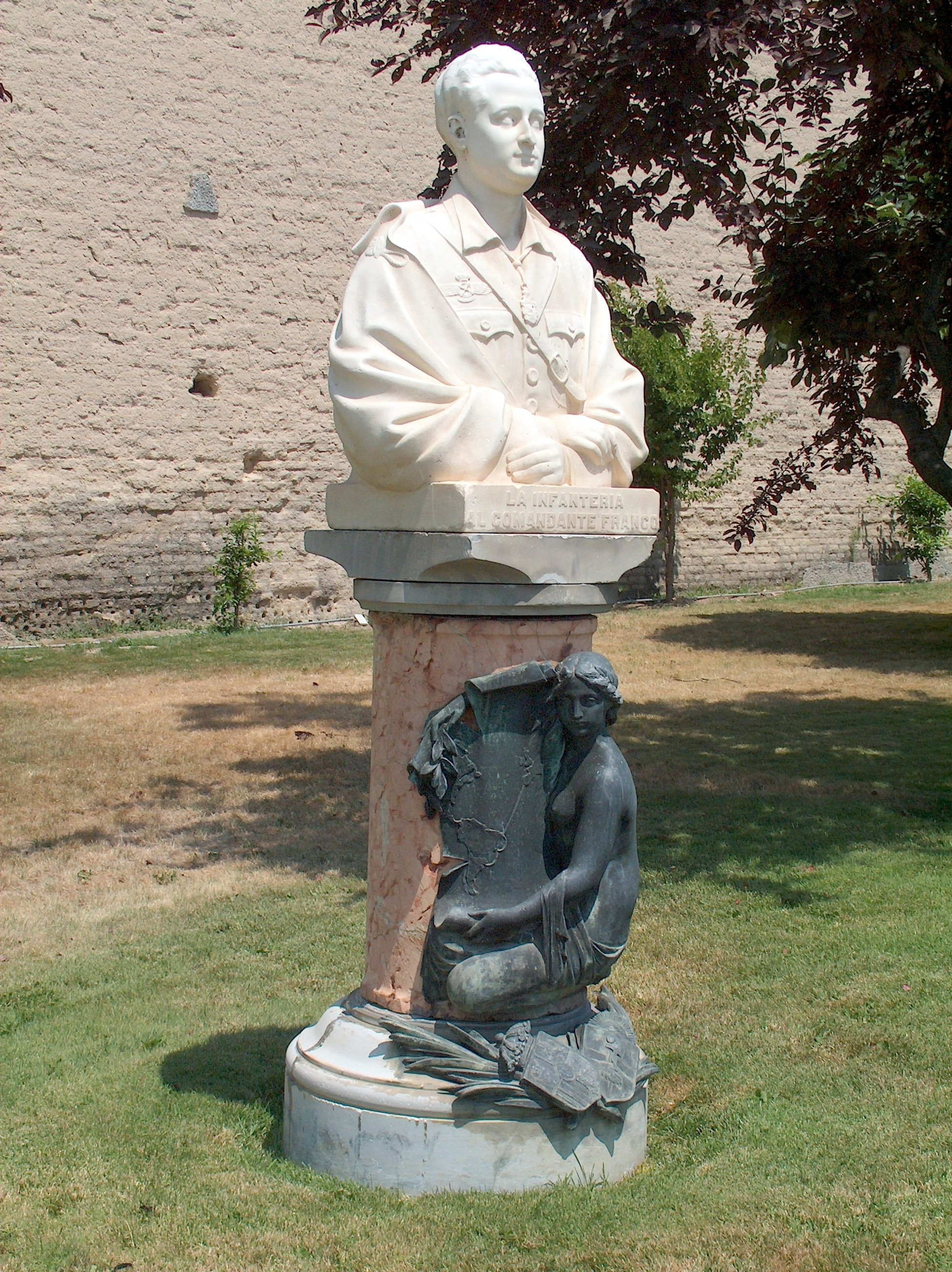
Busto en el Museo del Aire de Cuatro Vientos en Madrid.

En Argentina, en la ciudad de La Plata, desde 1926, la calle N.º 65 se denomina Comandante Ramón Franco. En la ciudad de Rosario Santa Fe hay un pasaje de tres cuadras que lo conmemora. En la ciudad de Salto, provincia de Buenos Aires también existe la calle denominada Ramón Franco, y en el pueblo de Santa Rosa del Conlara (San Luis) hay una calle que lleva su nombre. En la localidad de Wilde (partido de Avellaneda), en la provincia de Buenos Aires (Argentina), una avenida lleva su nombre. En el barrio de Urca en Río de Janeiro (Brasil), también existe una calle denominada Ramón Franco. Al mismo tiempo, desde 1926, en Azul (provincia de Buenos Aires), la calle La Rioja pasó a tener el nombre de "Comandante Franco". En la provincia de San Juan, Departamento Santa Lucía, una calle lleva su nombre.
En el barrio Manga, en Montevideo, sendas calles recuerdan a Ramón Franco y sus compañeros de travesía. El premio Nobel Camilo José Cela lo nombra en su libro Madera de Boj : "el Blas de Lezo era el buque más veloz de la armada española y fue el que convoyó al hidroavión de Ramón Franco, el Plus Ultra, hasta la isla de Fernando Noronha".
Existe un monumento dedicado a la gesta del vuelo del Plus Ultra en el barrio de Costanera Sur, en la ciudad de Buenos Aires, otro en La Rábida, ubicada en el término municipal de Palos de la Frontera (Huelva), de donde partió, en Madrid, en la calle de la Princesa, justo frente al edificio de lo que hoy en día es el Cuartel General del Ejército del Aire, y también en el Cantón de Molins, en Ferrol, su ciudad natal. Además, en el Museo del Aire de Cuatro Vientos de Madrid, existe una réplica del avión, y también un busto sobre columna de marmól, con la siguiente dedicatoria: «La Infantería al Comandante Franco».

## Obras
- De Palos al Plata (1926).
- Madrid bajo las bombas (1931).